# Cupedora luteofusca
Cupedora luteofusca é uma espécie de gastrópode  da família Camaenidae.
É endémica da Austrália.